# Monstercat
Monstercat (раніше — Monstercat Media) — канадський незалежний лейбл електронної музики, розташований у Ванкувері.
На Monstercat було випущено треки багато відомих виконавців, зокрема Pegboard Nerds, Vicetone і Seven Lions. Monstercat також випустив альбоми саундтреків для різних відеоігор, включаючи Fortnite, Rocket League та Beat Saber.
Лейбл найбільш відомий випуском у 2016 році пісні «Alone» американського діджея Маршмелло, яка досягла платинового статусу за версією від RIAA у 2017 та 2018 роках в США та Канаді відповідно. Першоквітневий випуск «Crab Rave» ірландського музичного продюсера Noisestorm став інтернет-мемом на кілька місяців після релізу.

## Історія

### Заснування (2011—2012)
Бренд Monstercat Media був заснований 1 липня 2011 року Майком Дарлінгтоном (1989 р.н.) та Арі Пауноненом (1989/90 р.н.), двома студентами університету з Ватерлоо, Онтаріо. YouTube-канал лейблу, який слугував засобом для просування їхніх друзів та їхньої музики, було створено того ж дня та розпочав тритижневий графік завантаження в жовтні тогоріч. Пізніше молоді студенти були відповідальними за створення єдиних альбомів-компіляцій лейблу.
Команда переїхала до своїх поточних офісів у Ванкувері в 2012 році після того, як Дарлінгтон і Паунонен закінчили свою освіту.

### Будування лейблу, перший тур, Marshmello (2013-2016)
У липні 2014, Monstercat мав більше 1 мільйона продажів на всьому лейблі. Дарлінгтон на питання про модель лейблу відповів так:

У сьогодненні, людям не потрібні лейбли звукозапису. Музиканти можуть зробити усе самостійно. Тому нам було потрібно або робити за них це краще чи забезпечити платформою та інструментом для маркетингу що вони не можуть знайти самостійно. Звідси прийшла концепція спільноти для Monstercat. Ми створили бренд який фанати зможуть використовувати для відкриття нової музики і який музиканти зможуть використовувати як платформу для просування їхньої музики. 

У серпні 2014, Monstercat опублікував маніфест, у якому закликав на реформу законів авторських прав. У ньому вони описали своє бажання надати музикантам більше свободи у семплуванні записів інших музикантів.
У грудні 2014, Monstercat запустив Monstercat FM як частину початку музичних трансляцій від сервісу онлайн етерів Twitch. Monstercat FM є радіо станцією, що запущена як цілодобова Twitch-трансляція що включає треки відомих музикантів з лейблу. На церемонії відкриття був DJ-сет від Stephen Walking. Monstercat FM був зрештою доданий ще до платформ Youtube та Mixer.

## Дискографія

### Основні збірки
- Monstercat 001 — Launch Week (2011)[10]
- Monstercat 002 — Early Stage (2011)[11]
- Monstercat 003 — Momentum (2011)[12]
- Monstercat 004 — Identity (2011)[13]
- Monstercat 005 — Evolution (2012)[14]
- Monstercat 006 — Embrace (2012)[15]
- Monstercat 007 — Solace (2012)[16]
- Monstercat 008 — Anniversary (2012)[17]
- Monstercat 009 — Reunion (2012)[18]
- Monstercat 010 — Conquest (2012)[19]
- Monstercat 011 — Revolution (2012)[20]
- Monstercat 012 — Aftermath (2013)[21]
- Monstercat 013 — Awakening (2013)[22]
- Monstercat 014 — Discovery (2013)[23]
- Monstercat 015 — Outlook (2013)[24]
- Monstercat 016 — Expedition (2014)[25]
- Monstercat 017 — Ascension (2014)[26]
- Monstercat 018 — Frontier (2014)[27]
- Monstercat 019 — Endeavour (2014)[28]
- Monstercat 020 — Altitude (2014)[29]
- Monstercat 021 — Perspective (2015)[30]
- Monstercat 022 — Contact (2015)[31]
- Monstercat 023 — Voyage (2015)[32]
- Monstercat 024 — Vanguard (2015)[33]
- Monstercat 025 — Threshold (2015)[34]
- Monstercat 026 — Resistance (2016)[35]
- Monstercat 027 — Cataclysm (2016)[36]
- Monstercat 028 — Uproar (2016)[37]
- Monstercat 029 — Havoc (2016)[38]
- Monstercat 030 — Finale (2017)[39]

### Серія збірокUncaged
- Monstercat Uncaged Vol. 1 (2017)[40]
- Monstercat Uncaged Vol. 2 (2017)[41]
- Monstercat Uncaged Vol. 3 (2017)[42]
- Monstercat Uncaged Vol. 4 (2018)[43]
- Monstercat Uncaged Vol. 5 (2018)[44]
- Monstercat Uncaged Vol. 6 (2019)[45]
- Monstercat Uncaged Vol. 7 (2019)[46]
- Monstercat Uncaged Vol. 8 (2020)[47]
- Monstercat Uncaged Vol. 9 (2020)[48]
- Monstercat Uncaged Vol. 10 (2020)[49]
- Monstercat Uncaged Vol. 11 (2021)[50]

### Серія збірокInstinct
- Monstercat Instinct Vol. 1 (2018)[51]
- Monstercat Instinct Vol. 2 (2018)[52]
- Monstercat Instinct Vol. 3 (2019)[53]
- Monstercat Instinct Vol. 4 (2019)[54]
- Monstercat Instinct Vol. 5 (2020)[55]
- Monstercat Instinct Vol. 6 (2020)[56]
- Monstercat Instinct Vol. 7 (2021)[57]

### Серія збірокRocket League x Monstercat
- Rocket League x Monstercat Vol. 1 (2017)[58]
- Rocket League x Monstercat Vol. 2 (2018)[59]
- Rocket League x Monstercat Vol. 3 (2018)[60]
- Rocket League x Monstercat Vol. 4 (2018)[61]
- Rocket League x Monstercat Vol. 5 (2018)[62]
- Rocket League x Monstercat — Legacy (2020)[63]

### Інші вибрані збірки
- Monstercat 5 Year Anniversary (2016)[64]
- Monstercat 8 Year Anniversary (2019)[65]
- Monstercat — 9 Year Anniversary (2020)[66]
- Monstercat 10 Year Anniversary (2021)[67]
- Compound 2021 (2021)[68]